# امیرعباس مرادی گنجی
امیرعباس مرادی گنجی (زادهٔ 30 شهریور 1364) کشتی‌گیر اهل ایران شهر نور است. او قهرمان جوانان جهان در سال ۲۰۰۵ بوداپست و دو دوره صاحب مدال نقره مسابقات قهرمانی کشتی آسیا در سال‌های ۲۰۰۷ و ۲۰۰۸ شد.